# Strawberry (Nevada)
Strawberry es un área no incorporada ubicada en el condado de White Pine en el estado estadounidense de Nevada.

## Geografía
Strawberry se encuentra ubicado en las coordenadas 39°42′5″N 115°46′33″O / 39.70139, -115.77583.